# O Tempo e o Vento
O Tempo e o Vento é uma série literária de romances históricos do escritor brasileiro Erico Verissimo. Dividido em O Continente (1949), O Retrato (1951) e O Arquipélago (1961), o romance conta a história do Rio Grande do Sul – da ocupação do "Continente de São Pedro" (1745) até 1945 (fim do Estado Novo), através da saga das famílias Terra, Cambará e outras. É considerada por muitos a obra definitiva do estado do Rio Grande do Sul e uma das mais importantes do Brasil.

## O Continente[5](2 volumes)
A primeira parte de O Tempo e o Vento foi publicada em Porto Alegre, no ano de 1949, e narra a formação do Estado do Rio Grande do Sul através das famílias Terra, Cambará, Caré e Amaral. O ponto de partida é a chegada de uma mulher grávida na colônia dos jesuítas e índios nas Missões. Esta mulher dará à luz o índio Pedro Missioneiro, que, depois de presenciar as lutas de Sepé Tiaraju através de visões e de ver os portugueses e espanhóis dizimarem as Missões Jesuíticas, conhecerá Ana Terra, filha dos paulistas de Sorocaba, Henriqueta e Maneco Terra, este filho de um tropeiro (Juca Terra) que ficou encantado com o Rio Grande de São Pedro ao atravessá-lo para comerciar mulas na Colônia do Sacramento e que obtém uma sesmaria na região do Rio Pardo.
Ana Terra terá um filho com o índio, chamado Pedro Terra. Logo que seu pai descobre a gravidez manda os irmãos de Ana matarem Pedro Missioneiro. Quando castelhanos invadem a fazenda da família Terra, matam pai e um dos irmãos da moça e a violentam, mas ela conseguirá esconder o filho, a cunhada e a sobrinha. Partem para Santa Fé, onde se passará o resto da ação de O Tempo e o Vento. Lá Pedro Terra cresce e tem uma filha, Bibiana Terra, que se apaixonará por um forasteiro, o capitão Rodrigo Cambará. Ana Terra e o capitão Rodrigo são até hoje considerados dois arquétipos da literatura brasileira.
Os sete capítulos de O continente (A Fonte, Ana Terra, Um Certo Capitão Rodrigo, A Teiniaguá, A Guerra, Ismália Caré e O Sobrado) podem ser lidos de diversas formas. Uma delas é a história da formação da elite rio-grandense, que culminará na Revolução Federalista de 1893/95. As lutas pela terra, as guerras internas (Farroupilha, Federalista) e externas (Guerra do Paraguai, Guerra contra Rosas) marcam definitivamente a vida e a personalidade daqueles gaúchos e ecoam de forma muito forte ainda hoje na identidade do Rio Grande do Sul.
Do ponto de vista histórico-literário, O Tempo e o Vento é um símbolo da literatura regionalista - expressão cultural do povo gaúcho. Inserido no chamado Romance de 30, obras de cunho neorrealista que aliam a descrição denunciante do Realismo às investigações psicológicas das personagens e liberdades lingüísticas do narrador, frutos do Modernismo. Assim como O continente, muitas dessas obras são de cunho regionalista, a exemplo de O Quinze (Raquel de Queiroz), Grande Sertão: Veredas (João Guimarães Rosa) e Vidas Secas (Graciliano Ramos).
Os dois volumes de O continente são os mais lidos e conhecidos da trilogia. Parte de seu conteúdo teve adaptações para o cinema e a televisão: em 1985, a TV Globo adaptou "O Continente" para a tela cuja produção recebeu o título da trilogia, "O Tempo e o Vento" – o sucesso do personagem Capitão Rodrigo levou a Editora Globo a publicar em separado o capítulo da obra a ele dedicado, Um certo Capitão Rodrigo.

### A fonte
A história começa em 1745. Pe. Alonso, espanhol nascido em Pamplona e jesuíta nas missões de Sete Povos, procura entender um sonho perturbador que tem recorrentemente. Ao falar com seu confessor, traz à tona memórias dolorosas do passado. O padre tivera uma juventude dissoluta, e fora amante de uma mulher casada. Essa mulher se queixava constantemente da violência do marido, e revoltado com isso, o jovem decide matá-lo. Contudo, quando se aproxima da casa para concluir seu plano de matar o homem com um punhal, descobre que o homem já havia morrido. Mesmo não tendo cometido o crime, o futuro jesuíta fica com a consciência pesada, como se fosse culpado por intenção. Decide tornar-se padre missionário para se redimir do pecado. Guarda o punhal para nunca se esquecer do que havia passado.
Tranquilizado após conversar com o confessor, Pe. Alonso continua a viver sua vida quase idílica nas missões, em meio aos índios convertidos. Certo dia, chega uma indía selvagem grávida, em trabalho de parto. Os jesuítas falham em salvar sua vida, mas seu filho nasce em perfeito estado. O menino, mestiço de índio e branco, é batizado como Pedro (o nome do homem que Pe. Alonso quase matara), e o padre se torna seu padrinho e educador.
Pedro cresce com saúde e se mostra uma criança excepcionalmente talentosa. O jovem, porém, tem frequentemente visões, em especial com a Virgem Maria, que julga ser sua mãe morta, e isso preocupa profudamente seu tutor. Enquanto isso, a vida idílica das missões é perturbada pelo Tratado de Madrid. As terras que antes pertenciam à Espanha passam para a Coroa Portuguesa, e o governo exige que todos os índios e jesuítas saiam com seus pertences móveis e se transfiram, dentro de poucos meses, para outras terras; tarefa quase impossível de se realizar na prática, considerando a enorme quantidade de pessoas estabelecidas na área.
Os índios convertidos se revoltam com a decisão, e resolvem reagir com armas. Criam milícias, cujo chefe maior é Sepé Tiaraju, a fim de repelir tanto as forças espanholas quanto as portuguesas.
Os índios, contudo, não podem fazer frente a todos eles, e acabam sucumbindo. Pedro prevê a morte de Tiaraju, que se concretiza, deixando o Pe. Alonso ainda mais perplexo. Quando as forças portuguesas estão prestes a invadir as missões, os jesuítas e os índios incendeiam as construções. Pedro toma para si o punhal do Pe. Alonso e desaparece com um cavalo. Reaparecerá mais tarde, adulto, em Ana Terra.

### Um Certo Capitão Rodrigo
O capitão Rodrigo Cambará, aventureiro destemido, chega intempestivamente em Santa Fé, e faz, imediatamente, amigos e inimigos. Depois de um breve desentendimento com Juvenal Terra na venda do Nicolau (único estabelecimento do tipo no local), Rodrigo conversa e almoça com o jovem. Juvenal fica fascinado e ao mesmo tempo incomodado com a personalidade do inusitado visitante. Todos os habitantes do povoado antipatizam com o recém-chegado, especialmente Pedro Terra (filho de Ana Terra, pai de Juvenal e Bibiana) e o Cel. Ricardo Amaral Neto, rico descendente dos primeiros povoadores locais e mandachuva despótico. Este convoca Rodrigo e exige que ele se retire do povoado. Mas o capitão não aceita ordens e permanece, meio por gosto, meio por teimosia, vivendo hospedado na casa de Nicolau (cuja esposa seduz), pagando com os soldos que havia ganho em outras guerras.
Ao avistar, num dia de finados, Bibiana Terra com a família visitando o túmulo da avó Ana Terra, o conquistador incorrigível fica apaixonado e deseja fazer a corte à moça. Mas não bastasse a aversão que causa a seu pai, Bibiana herdara da avó uma desconfiança natural a todos homens. Para piorar mais as coisas, ela estava sendo cortejada por Bento Amaral, filho do coronel, que tampouco gozava da estima da moça, mas que era considerado por todos um bom partido por ser herdeiro do governante.
A situação fica cada vez mais intolerável devido ao temperamento do capitão até que, numa festa de bodas oferecida ao povoado, ele pretende tirar Bibiana para dança, na frente do adversário que já havia dançado uma música com ela. Este não aceita a desfeita e desafia-o para um duelo pela esgrima crioula, que combinam ser apenas de arma branca. Ambos se afastam da festa: o vencedor deveria voltar e pedir para que os outros fossem buscar o corpo do derrotado.
Depois de um primeiro embate, no qual Rodrigo desarma Bento, os adversários se engalfinham novamente e o capitão subjuga o oponente e quer escrever suas iniciais a faca no rosto do homem. O desfecho do duelo fica em suspense e todos esperam que Rodrigo chegue para avisar da derrota de Bento, mas o que acontece é o oposto. Logo descobrem que, na verdade, Bento levara oculto um revólver e desfechara um tiro em Rodrigo, quando se viu derrotado. Rodrigo é encontrado ainda com vida, e é acolhido na casa de Pedro Terra, onde se recompõe e fica completamente curado depois de certo tempo entre a vida e a morte. Profundamente envergonhado com a atitude covarde do filho, o Cel. Amaral promete deixar Rodrigo viver em Santa Fé em paz. Bibiana, impressionada pela coragem do capitão, aceita casar-se com ele, apesar da desconfiança inflexível do pai.
Assim, Rodrigo abre uma venda própria junto com Juvenal Terra. A princípio tudo parece ocorrer bem, mas o gênio de Rodrigo não pode se acostumar à pacata vida de vendeiro, no povoado, e começa a beber, a jogar e a ter casos com outras mulheres, negligenciando o negócio. Bibiana suporta estoicamente todas as dificuldades. Apesar das traições e bebedeiras, Rodrigo nunca tira da memória a esposa e os filhos. Quando estoura a Revolução Farroupilha, o capitão corre e desaparece, para se juntar às tropas de Bento Gonçalves. Finalmente, ele volta para Santa Fé, com um batalhão para tomar a cidade. Quando vão dominar o casarão do Cel. Amaral, que resiste, o capitão é o primeiro a liderar o ataque,                        e é mortalmente ferido, deixando Bibiana viúva... Levando os dois filhos para o cemitério onde a sepultura do pai se encontra...
A guerra
O título faz uma referência óbvia à Guerra do Paraguai, que ainda estava ocorrendo durante o período da narrativa, e que causou uma profunda decadência em Santa Fé, devido aos esforços exigidos (de alto custo humano e material). Mas também é uma referência à terrível situação entre nora e sogra que se instaurou no sobrado após a morte de Bolívar. Bibiana e Luzia já se detestavam antes do acontecimento, mas a morte do homem deixou um incógnita no ar. Luzia se encontra muito doente, com um tumor, e com tempo de vida limitado. Bibiana já é uma senhora. Carl Winter, o médico da família, define a situação como uma carreira entre as duas mulheres, apostando em quem sobrevirerá e conseguirá, assim, o domínio completo da casa e do menino Licurgo. A relação do título com essa "guerra feminina" fica esclarecida em várias passagens. Por exemplo, Bibiana diz: 
- Não. Como é que vou deixar essa mulher sozinha aqui? É capaz de fazer alguma barbaridade.
 E mais à frente: 
- Pois causos como esse há muito. Se eu quisesse contar todos, a gente passava aqui a noite inteira. Birras, desaforos que ela me faz, indiretas, malvadezas fininhas... (...) Ficamos com nossa guerra miudinha, dia a dia, hora a hora...
Ismália Caré
"Ismália Caré" é a última das grandes narrativas inteiriças que compõem O Continente. É, de certa forma, o elo entre todas as outras narrativas que seguiam a história da família Terra-Cambará desde o século XVIII (A Fonte, Ana Terra, Um Certo Capitão Rodrigo, A Teiniaguá e A Guerra) com O Sobrado, a grande narrativa fragmentada que envolve todas as outras ao longo de O Continente, e que é o clímax da história.
Nela revemos várias personagens presentes nas narrativas anteriores, como Bibiana, Licurgo, Carl Winter, Florêncio, Bento Amaral e outras. Como a narrativa anterior (A Guerra), Ismália Caré não apresenta um enredo com fatos marcantes; apresenta, em contraparte, a evolução das personagens que o leitor acompanhava. Santa Fé é elevada ao status de cidade. Luzia morreu, deixando a educação de Licurgo e o controle do Sobrado à sua odiada sogra, Bibiana (cumprindo assim, o desejo da outra). Licurgo já é um homem completamente formado, e está prestes a casar com sua prima Alice, filha de Florêncio, que só recentemente reatara relações com o povo do Sobrado.
Por influência do grande amigo Toríbio Rezende, Licurgo funda um clube republicano em Santa Fé, e adere fervorosamente ao movimento abolicionista, libertando seus escravos: O convívio com Toríbio Rezende, a leitura dos artigos que Júlio de Castilhos publicava na imprensa atacando o império e fazendo a propaganda da abolição e da república - tudo isso tinha feito Licurgo Cambará um republicano e um abolicionista. Sua nova posição política intensifica ainda mais sua rixa contra a família Amaral. Sabemos pela narrativa de O Sobrado que Licurgo será eleito intendente de Santa Fé por voto livre, e que suas relações com o governo é que atrairão o ataque dos maragatos a sua residência.
O título faz referência à amante que Licurgo tinha antes do casamento, e que era fonte de conflito com sua avó, que desejava que o neto abandonasse a jovem para não prejudicar o compromisso. Curiosamente, a personagem em si (apesar de mencionada a todo momento) só aparece em pessoa ao final da narrativa.
O sobrado
Diferente de todos os outros longos trechos da obra (A Fonte, Ana Terra, Um Certo Capitão Rodrigo, A Teiniaguá, A Guerra e Ismália Caré - todos em ordem cronológica), a narrativa (a mais recente de todas, quase ao fim do século XIX) é fragmentada e interposta entre as outras anteriores, com numerações. Assim, a narração total de O Continente é feita de uma forma muito dinâmica e moderna, num zigue-zague que vai do passado (a princípio distante, em A Fonte) ao presente da narração em O Sobrado, zigue-zague cuja amplitude vai diminuindo conforme o passado se torna cada vez mais próximo (como em A Guerra e em Ismália Caré).
Nela sabemos o fim de várias das personagens conhecidas em trechos anteriores do romance, especialmente de Licurgo Cambará. O enredo tenso de O Sobrado se constrói pela situação em que a residência dessa personagem se encontra: intendente de Santa Fé, é sitiado pelas forças dos maragatos. Estes estão para ser derrotados e precisam deixar a cidade. Mas sendo comandados pelos descendentes da família Amaral, com quem Licurgo tinha uma rixa antiga, o cerco ao Sobrado é sustentado com insistência. Lá dentro, os membros da família de Licurgo e seus capangas passam graves necessidades de água, comida e cuidados médicos. A tensão é aumentada pelo fato de que a narrativa é fragmentada e interrompida por longos trechos (quase como flashbacks da história da família Terra-Cambará), adiando a solução, assim, continuamente.

## O Retrato(2 volumes)
A história se passa em Santa Fé no início do século XX, então iniciando timidamente seu processo de urbanização, ainda marcada pela cultura rural. 

“Naquela tarde de princípios de novembro, o sueste que soprava sob os céus de Santa Fé punha inquietos os cata-ventos, as pandorgas, as nuvens e as gentes; fazia bater portas e janelas; arrebatava de cordas e cercas as roupas postas a secar nos quintais; erguia as saias das mulheres, desmanchava-lhes os cabelos; arremessava no ar o cisco e a poeira das ruas, dando à atmosfera uma certa aspereza e um agourento arrepio de fim de mundo.

Por volta das três horas, um funcionário da Prefeitura assomou à janela da repartição e olhou por um instante para as árvores agitadas da praça, exclamando: "Ooô, tempinho brabo!" 

Num quintal próximo, recolhendo às tontas as roupas que o vento arrancara do coradouro e espalhara pelo chão, uma dona de casa resmungava: 'É para um vivente ficar fora do juízo!' (...)”

— O Tempo e o Vento/O Retrato
Toda a história é marcada pelo contraste entre o Dr. Rodrigo Cambará, homônimo do capitão, homem da cidade, de um lado, e o Coronel Licurgo, seu pai, homem do campo, de outro. Como mediador desse conflito, aparece seu irmão Toríbio.
O próprio Dr. Rodrigo é um personagem marcado pelos contrastes. Formado em Medicina, adquiriu em Porto Alegre, onde estudou, o gosto por uma vida sofisticada. Ao chegar a Santa Fé, vestia ternos elegantes, trazia na bagagem iguarias e vinhos franceses e um gramofone e na mente projetos de vida grandiosos. Mas frequentemente esse verniz se rompia e se revelava o típico macho gaúcho, com acessos de violência e de um incontido desejo sexual.
O homem confiante e superior que se julgava vai, então, cedendo aos poucos o lugar para o homem amoral em que acaba se transformando. Érico explora bem esse contraste ao fazer recorrentes comparações entre o retrato, pendurado nas paredes do Sobrado, que fixa o Dr. Rodrigo idealizado por si mesmo no seu apogeu, e o homem em que ele vai se transformando. Inegavelmente, a fonte deste contraste entre o retrato e o homem nele retratado – com o retrato imutável e o homem se degradando – é O retrato de Dorian Grey.
Os grandes acontecimentos do século passam ao longe, chegam pelo telégrafo e pelos jornais, e pouco influem na vida das pessoas, a não ser como motivo de discussões políticas e filosóficas. Ao contrário de O continente, onde os personagens são protagonistas da História, aqui eles são espectadores desinteressados.

## O Arquipélago(3 volumes)
A última parte da trilogia foi lançada onze anos após O Retrato, quando os meios literários já não mais esperavam a continuação de O Tempo e o Vento, devido à frágil saúde de Érico, convalescente de um ataque cardíaco.
Aqui, parte da ação transcorre no Rio de Janeiro, então a capital do país, com o Dr. Rodrigo Cambará eleito deputado federal. Assim, os personagens principais não são mais espectadores dos fatos nacionais, mas participam diretamente deles. Ao longo do romance, aparecem vários personagens reais, como Getúlio Vargas, Osvaldo Aranha, Luís Carlos Prestes, que contracenam com os personagens criados pelo autor. Isso confere à história uma dinâmica especial.
Novamente, no seio da família Cambará, desenrolam-se as contradições de uma época marcada por uma radical revolução de costumes, sob a influência do cinema americano. Na família Cambará e suas relações, há desde comunistas a oportunistas. No meio deles, assumindo uma postura crítica e não engajada, aparece Floriano, alter ego do próprio Érico.
O autor inova ainda ao introduzir um capítulo narrado por uma personagem feminina, Sílvia, que apresenta os personagens de O Arquipélago sob um ângulo diferente.

## Mulheres fortes
Os personagens masculinos de O Tempo e o Vento, principalmente em O Continente, revelam a imagem que geralmente se faz do homem gaúcho, valente e machista. Mas realmente fortes, principalmente no sofrimento, são as personagens femininas de Érico, tipos antológicos como Ana Terra, Bibiana e Maria Valéria. Estas três constituem as matriarcas da família e suas qualidades fortes se mantêm ao longo das gerações. Como indica Regina Zilberman, "Bibiana duplica a avó não apenas por se assemelhar a ela, mas por portar seu nome em duplicata: também é Ana e Ana duas (bi) vezes." As qualidades definadoras dos patriarcas da família Cambará, por outro lado, definem-se no personagem do Capitão Rodrigo, consolidam-se em Licurgo, mas depois se dispersam primeiro entre Toríbio e Rodrigo Terra Cambará (filhos de Licurgo), e depois ainda mais entre os três filhos deste: Floriano, Eduardo, e Jango.
Isso reflete a história pessoal de Érico, que sofreu com a separação traumática dos pais ainda na adolescência, numa época em que a separação de casais era inaceitável. Érico narra em suas memórias (Solo de Clarineta) a coragem da mãe em tomar a iniciativa da separação e como o pai abandonara a administração de sua farmácia para viver nos bares e bordéis.
A perseverança da mãe, que trabalhava como costureira para sustentar Érico e seu irmão Ênio, foi certamente sua inspiração na criação dessas mulheres fortes.

## Árvore genealógica da família Terra-Cambará-Amaral
```
 
Família Terra Cambará

  Maneco (um bandeirante)
      |
   (.....)
      |
 Juca Terra
      |                             (a quem Pe. Alonzo, dos 7 Povos das Missões, deu o punhal de prata)    
 Maneco Terra ----- Henriqueta Terra            |
      |                                         | 
 Ana Terra ----------------------------- Pedro Missioneiro                                  José Borges 
              |                                                                                    |
              |                                           Francisco Nuno Rodrigues ----------Maria Rita    
     Pedro Terra ----- Arminda Melo                        (Chico Cambará de Curitiba,   |
       ____________|_______________                         1.º Cambará)                 |    
       |                          |                                                      |       
 Juvenal Terra---Maruca Terra    Bibiana Terra ------------------------------ Cap. Rodrigo Cambará
               |                                          |
               |          Frau Alvarenga      ____________|______       Aguinaldo Silva (pernambucano)  
               |              |                |      |       |               | 
       Florêncio Terra-—Ondina Alvarenga    Leonor  Anita  Bolívar ------- Luzia Silva
              ________|_____________________              Cambará    |
              |       |                    |                         |
        Maria Valéria  Juvenal         Alice Terra --------- Licurgo Cambará    Aderbal -----Laurentina         
            Terra       Terra                         |                         Quadros   |
                                              ________|____                               |                          
                                              |           |                               |
                                           Toríbio      Rodrigo Cambará-----------Flora Quadros Cambará
                                           Cambará                            |
                   ___________________________________________________________|______
                    |         |           |          |                             |
                    |         |           |          |                             |
             Floriano—Mandy Eduardo    Alicinha   Bibi-----Marcos Sandoval     Jango-----Sílvia
```

```
 
Família Amaral

 Col. Ricardo Amaral (1.º povoador de Santa Fé)
       |
 Francisco Amaral
       | 
Cel. Ricardo Amaral Neto
       | 
  Bento Amaral
       |
 Alvarino Amaral
```

## O Vento e o Tempo

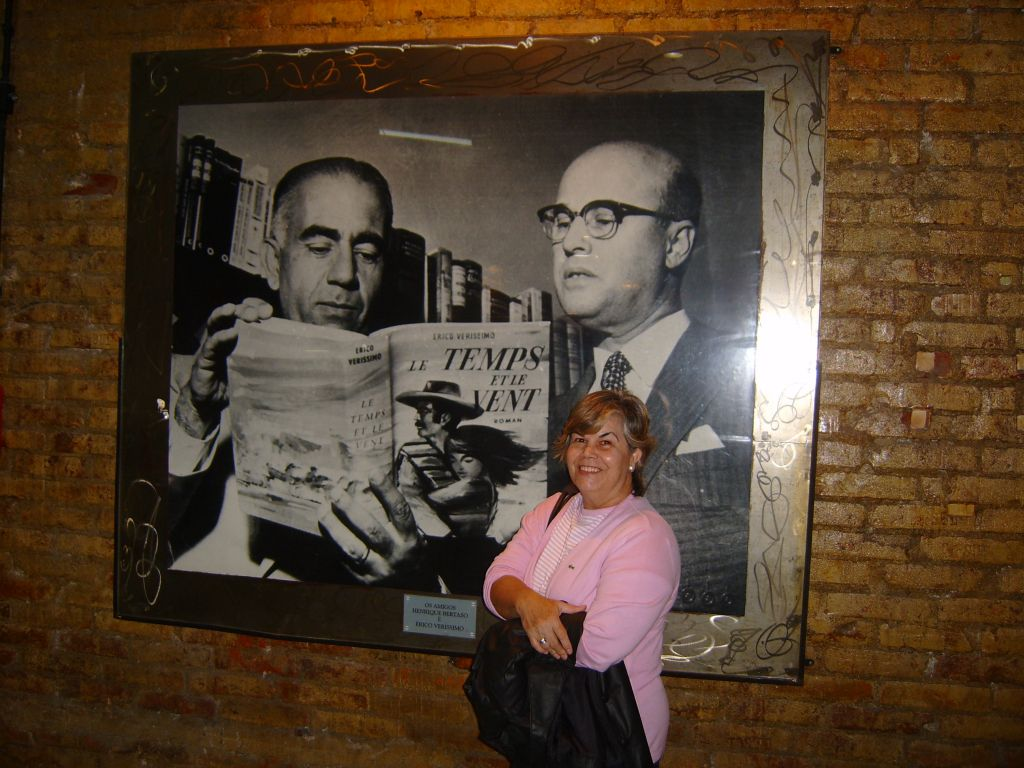
Na Galeria Érico Veríssimo, da Livraria do Globo, em Porto Alegre, turista diante de painel que mostra Érico e o editor Henrique Bertaso com a edição francesa de O Tempo e o Vento (foto: Luiz Moraes).

O título que Érico deu inicialmente à sua trilogia era O Vento e o Tempo e assim permaneceu quando os originais foram mandados para impressão na Editora Globo. Somente quando já estava para ser lançada a primeira edição é que o título foi invertido.

## Adaptações[18]

### Televisão
O Tempo e o Vento (1967)

Seis anos depois da publicação do último tomo de O Arquipélago, O Tempo e o Vento ganhou sua primeira adaptação. A novela homônima, produzida pela TV Excelsior e apresentada no horário das 21h30min, teve 210 capítulos, de julho de 1967 a março do ano seguinte.
Adaptada por Teixeira Filho e dirigida por Dionísio de Azevedo, O Tempo e o Vento foi dividida em três partes: A Fonte e Ana Terra, com 30 capítulos cada, e Capitão Rodrigo, com 150 capítulos. O elenco trazia Carlos Zara no papel de Rodrigo Cambará e Geórgia Gomide como Ana Terra. Maria Estela interpretou Bibiana, e Altair Lima fez o papel de Licurgo.
O Tempo e o Vento (1985)

Em 1985, Doc Comparato adaptou O Continente para uma minissérie da TV Globo.
Sob a direção do gaúcho Paulo José, O Tempo e o Vento foi dividida em quatro partes. Ana Terra tinha Glória Pires interpretando  e Lima Duarte como Rafael Pinto Bandeira. Em Um Certo Capitão Rodrigo, Tarcísio Meira e Louise Cardoso interpretaram a dupla Rodrigo Cambará e Bibiana. Em A Teiniaguá, Lilian Lemmertz foi Bibiana, Daniel Dantas foi Bolívar, Carla Camuratti interpretou Luzia e José Lewgoy viveu Bento Amaral. E O Sobrado, uma nova Bibiana, Lélia Abramo, que contracena com Armando Bógus como Licurgo.

### Cinema
O Tempo e o Vento (2013)

Filme sob direção de Jayme Monjardim e com a atuação dos atores Thiago Lacerda, Marjorie Estiano, Fernanda Montenegro, Cléo Pires, Mayana Moura, entre outros. Esta adaptação da trilogia homônima de Erico Verissimo teve sua principal locação em Bagé. Esta adaptação está disponível no aplicativo de streaming netflix.